# 加布丽埃莱·梅尔
加布丽埃莱·梅尔（德語：Gabriele Mehl，1967年2月25日—），德国女子赛艇运动员。她曾代表西德、德国参加1988年和1992年夏季奥林匹克运动会赛艇比赛，其中1992年奥运会获得一枚铜牌。